# Parti du centre (Islande)
Pour les articles homonymes, voir Parti du centre.
Le Parti du centre (en islandais : Miðflokkurinn) est un parti politique islandais fondé en 2017 par l'ancien Premier ministre Sigmundur Davíð Gunnlaugsson. Scission du Parti du progrès, il est plus ouvertement populiste et eurosceptique.
Il se présente pour la première fois à une élection lors des législatives d'octobre 2017 et obtient 10,9 % et sept députés, devenant le quatrième parti en nombre de voix, cependant devancé par le Parti du progrès en sièges.

## Histoire
L'émergence du Parti du Centre repose sur le destin politique de Sigmundur Davíð Gunnlaugsson, qui a accédé à la tête du Parti du Progrès en 2009 en raison de ses revendications de réforme du système bancaire islandais. Devenu Premier ministre en 2013, il démissionne en avril 2016 en raison de son implication dans des transactions financières douteuses rendues publiques grâce aux Panama Papers. En septembre de la même année, il est démis de ses fonctions de président du Parti du progrès.
Fin mai 2017, Sigmundur Davíð Gunnlaugsson il annonce la création d'une « société progressiste » (Framfarafélagið). Il ne devait à l'origine pas s'agir d'un parti, mais plutôt d'une sorte de groupe de réflexion, réunissant des personnes d'horizons politiques et professionnels différents pour élaborer des propositions, notamment pour la politique sociale de l'Islande. Fin septembre 2017, il annonce toutefois la création du Parti du Centre, qui a lieu début octobre. Ce parti se présente aux élections législatives du 28 octobre 2017 avec Sigmundur Davíð Gunnlaugsson comme tête de liste et obtient sept sièges sur 63.

## Idéologie
Si le Parti du centre se dit centriste, mais il est considéré comme libéral et populiste. Le parti propose de réformer le secteur bancaire de l'État, en maintenant la propriété de l'État dans Landsbankinn, tout en récupérant la participation de l'État dans Arion Banki, qui est contrôlée par des fonds spéculatifs, et en redistribuant un tiers de ses actions aux Islandais,. Il prévoit également de vendre la participation actuelle du gouvernement dans Íslandsbanki. Le parti soutient la suppression de l'indexation des dettes et s'oppose à l'adhésion de l'Islande à l'Union européenne.
Lors de la réunion inaugurale du parti à Reykjavik le 8 octobre, le président et fondateur du parti, Sigmundur Davíð Gunnlaugsson, a déclaré que le parti soutenait les meilleures idées de gauche et de droite, mettant l'accent à la fois sur la protection des droits individuels et sur la sécurité sociale, tout en se concentrant également sur questions régionales dans la même veine que la Northern Powerhouse au Royaume-Uni et l'amélioration des prestations pour les personnes âgées. Le parti propose également d'améliorer les services de ferry et de construire un nouvel hôpital universitaire.
Le parti s'est opposé à l'extension de la limite d'avortement de la 16e semaine de grossesse à la 22e semaine, ainsi qu'à la législation permettant aux individus de définir leur propre sexe aux yeux de la loi. L'un des membres du parti a appelé à enseigner le déni du changement climatique dans les écoles publiques. En 2021, Sigmundur Davíð a appelé le gouvernement islandais à adopter la même politique d'asile que celle mise en œuvre par les sociaux-démocrates danois, cette politique consistant à envoyer les demandeurs d'asile vers des pays hors d'Europe pendant que leur dossier est en cours de traitement. Sigmundur Davíð a déclaré que le but de cette politique était de garantir que personne ne viendrait dans le pays pour demander l'asile.

## Électorat
Selon un sondage mené par l'Institut de recherche en sciences sociales de l'Université d'Islande pour Morgunblaðið en octobre 2017, le parti a obtenu près de la moitié de son soutien auprès des partisans du Parti du Progrès lors des élections parlementaires islandaises de 2016, un autre quart du Parti de l'indépendance et 13 % du Parti de la réforme et d'Avenir radieux.

## Résultats électoraux

### Législatives: au niveau national
| Élection | Voix   | %     | Sièges | Gouvernement |
| -------- | ------ | ----- | ------ | ------------ |
| 2017     | 21 335 | 10,87 | 7 / 63 | Opposition   |
| 2021     | 10 879 | 5,45  | 3 / 63 | Opposition   |
| 2024     | 25 700 | 12,10 | 8 / 63 | Opposition   |

### Législatives: par circonscription
| Année | Nord Ouest | Nord Ouest | Nord Est | Nord Est | Sud  | Sud    | Sud Ouest | Sud Ouest | Reykjavik Sud | Reykjavik Sud | Reykjavik Nord | Reykjavik Nord |
| Année | %          | Sièges     | %        | Sièges   | %    | Sièges | %         | Sièges    | %             | Sièges        | %              | Sièges         |
| ----- | ---------- | ---------- | -------- | -------- | ---- | ------ | --------- | --------- | ------------- | ------------- | -------------- | -------------- |
| 2017  | 14,2       | 2 / 8      | 18,6     | 2 / 10   | 14,3 | 1 / 10 | 9,5       | 1 / 13    | 7,6           | 1 / 11        | 7              | 0 / 11         |
| 2021  | 7,4        | 0 / 8      | 8,9      | 1 / 10   | 7,4  | 1 / 10 | 4,5       | 1 / 13    | 4,1           | 0 / 11        | 3,5            | 0 / 11         |